# Piz Alv (Gotthardmassiv)
Der Piz Alv ⓘ (rätoromanisch für Weisse Spitze)  ist ein Berg südöstlich von Andermatt ein Dreikantoneeck auf der Grenze der Kantone Tessin, Graubünden und Uri in der Schweiz mit einer Höhe von 2768,9 m ü. M.
Der Piz Alv ist eine Pyramide aus Schrofen und Schutt.

## Lage und Umgebung
Der Piz Alv gehört zur Kette Pizzo Centrale-Piz Blas im Gotthardmassiv, einem Teil der Lepontinischen Alpen. Nach Süden fällt der Berg steil ins Tessiner Val Canaria ab. Die ganze Nordseite wird nach Nordwestens ins Unteralp-Tal mit der Unteralpreuss entwässert. Die bündnerische Nordostseite des Piz Alv scheint eine Verlängerung des Val Maighels zu sein, das aber von einer kleinen Geländestufe unterbrochen wird und erst unterhalb dieser über den Rein da Maighels zum Vorderrhein entwässert wird.
Östlich führt der Grat über den Passo Bornengo (2631 m ü. M.) zum Piz Borel (2951,9 m ü. M.) und von dort nach Nordwesten zum Piz Ravetsch (3007 m ü. M.) respektive nach Südosten zum Piz Blas (3019 m ü. M.). Nach Südwesten führt der Grat über La Rossa (2790 m ü. M.) den Pizzo Barbarera (2804 m ü. M.), Giübin (2776,4 m ü. M.) und Pizzo Prevat (2876 m ü. M.) zum Pizzo Centrale (2999,3 m ü. M.). Nach Norden führt der Geländekamm zwischen Unteralp und Val Maighels über den Badus (Six Madun) (2928,1 m ü. M.) zum Oberalppass.

## Routen zum Gipfel

### Unteralp
auch im Winter befahrbar
- Ausgangspunkt: Vermigelhütte (2047 m ü. M.)
- Route: über die Nordostflanke auf den Nordgrat
- Schwierigkeit:  ?
- Zeitaufwand: ? Stunden

### Val Maighels
auch im Winter befahrbar
- Ausgangspunkt: Maighelshütte (2314 m)
- Route: durchs Val Maighels auf den Ostgrat
- Schwierigkeit: ?
- Zeitaufwand: ?

### Val Canaria
- Ausgangspunkt: Airolo (1141 m)
- Route: durchs Val Canaria und allenfalls Cadlimohütte auf den Passo Bornengo und über den Ostgrat
- Schwierigkeit: ?
- Zeitaufwand: ?